# Wesendorf
Wesendorf ist eine Gemeinde im Landkreis Gifhorn in Niedersachsen.

## Geographie
Im Westen der Ortsgemarkung erstreckt sich die mit Sanden überzogenen Grundmoränenhochfläche der Ringelahs Heide und der Brutlohsheide. Sie geht von West nach Ost in die Niederungszone des Großen Moores und speziell des kleineren Heestenmoores über. Hier hatte sich die Schmelzwasserabflussrinne des Isetales gebildet. Der größere westliche Teil der Gemarkung besitzt ein schwaches Kleinrelief. Es fällt nach Osten von 67 auf 58 Meter ü. NN ab. Der kleinere Ost-Teil im Heestenmoor hat eine Höhe von 56 bis 57 Meter ü. NN. Der Ort liegt am Ostrand der Brutlohsheide mit seinem Kern in einer flachen süd-exponierten Hanglage von 63 bis 65 Meter  ü. NN. Die neuen Ortsteile ziehen sich in geringer Neigung nach Osten bis auf 62 Meter und nach Süden bis 60 Meter ü. NN herab. Die Ortschaft mit seinen Gemarkungsgrenzen liegt am südöstlichen Rand des Naturparks Südheide und hat keine auffällige Topografie.

### Gemeindegliederung
Die beiden Ortsteile der Gemeinde sind Wesendorf und Westerholz. Die Siedlungen Hammerstein und Brutlohsheide sind wenige Kilometer westlich der Ortschaft nahe der B4 (Lüneburger Straße) geografisch zu finden. Die Siedlung Hasenberg ist geografisch östlich der Kreisstraße 7auf Höhe dem Ortsteil Westerholz zuzuordnen.

## Geschichte

### Rechts- und Verwaltungszugehörigkeit
Die Gemeinde entstand erst im 16. Jahrhundert. Der Raum gehörte jedoch im 12. Jahrhundert zum Besitz der Welfen und fiel bei der Teilung unter die Söhne Heinrichs des Löwen 1202 an Otto IV. und danach seinen Neffen Otto das Kind. Er fasste alle welfischen Gebiete in einer Hand zusammen, trug sie 1235 dem Kaiser auf und erhielt sie als Reichslehen Herzogtum Braunschweig-Lüneburg zurück. Durch die welfische Teilung von 1267 kam der Raum an die Lüneburger Linie mit dem Fürstentum Lüneburg. Ab 1885 kam das Gebiet an den Regierungsbezirk Lüneburg. Innerhalb dieses größeren Raumes gehörte die spätere Gemarkung von Wesendorf, da der Ort noch nicht bestand, 1489 wahrscheinlich zur Gogräfschaft Hankensbüttel. Ihr Name erscheint im Schatzregister von 1489 zwar nicht, aber unter deren Orten sind die Nachbargemeinden Betzhorn, Wahrenholz und Westerholz hinter Emmen und vor Langwedel und Lingwedel aufgeführt. Später war es, wie die ganze Gogräfschaft Hankensbüttel, Teil des Amtes Gifhorn bzw. 1539 bis 1549 der Sekundogenitur Gifhorn. Darin gehörte es spätestens seit dem 16. Jahrhundert zur Vogtei Wahrenholz, die außer Wesendorf, das um 1548 entstand, noch die Orte Wahrenholz, Westerholz und Betzhorn umfasste. Wahrscheinlich ist die Vogtei Wahrenholz jedoch älter oder geht auf ältere Vorläufer zurück.
Im Jahr 1799 wurden die Gogräfschaft Hankensbüttel und die Vogtei Steinhorst vom Amt Gifhorn getrennt und verwaltungsmäßig wurde das Amt Isenhagen geschaffen. Die Vogtei Wahrenholz und damit auch Wesendorf verblieb beim Amt Gifhorn bis 1841. Am 1. Juli 1841 kam die Vogtei an das Amt Knesebeck und wurde am 1. Oktober 1852 ihm wieder getrennt. Die Vogtei kam an das Amt Isenhagen, die mit ihm am 1. Juli 1859 mit dem Amt Knesebeck vereinigt wurde. Diese Veränderungen der Zugehörigkeit betrafen auch Wesendorf. Während der Zeit des Königreiches Westphalen war es 1810 bis 1813 dem Canton Gifhorn im Departement der Aller eingegliedert. 1867 bis 1885 bildeten die Ämter Gifhorn, Isenhagen, Fallersleben und Meinersen die Kreishauptmannschaft Gifhorn. Aus ihr entstanden bei der Einführung der preußischen Kreisverfassung am 1. April 1885 die Kreise Isenhagen und Gifhorn. Wesendorf kam als südwestlichste Gemeinde zum Kreis Isenhagen.
Die Kreisreform von 1932 vereinigte mit Wirkung vom 1. April 1933 beide Kreise zum Kreis Gifhorn. Seither gehört Wesendorf wieder zu Gifhorn. Die Grundherrschaft lag einheitlich beim Landesherren, übertragen an das Amt Gifhorn. 1678 war das Amt Gifhorn Grundherr für alle elf Stellen in Wesendorf, ebenso bei der Ablösung 1842 für alle 16 Stellen. Dazu zählten vier Vollhöfe, vier Kötner, ein Brinksitzer, vier Anbauer, zwei Abbauer und die Schule.

### Besiedlung
Im Gemeindegebiet von Wesendorf lebten bereits in vorgeschichtlicher Zeit Menschen. Davon zeugen Hügelgräber der ausgehenden Stein- und beginnenden Bronzezeit rund 1300 Meter südlich von Wesendorf.
Der Ortsteil Westerholz wurde 1275 erstmals urkundlich erwähnt und im Rahmen der Gebietsreform am 1. März 1974 eingemeindet. Wesendorf gehört zu den jungen „-dorf-Siedlungen“ und ist erst im 16. Jahrhundert entstanden. Es gibt keine urkundliche Erwähnung.
Wesendorf ist eine Ausbau-Siedlung, die von Westerholz ausging. 1548 soll sich nach der Überlieferung der Kuhhirte Gries aus Westerholz im „Stuebusche“ angesiedelt haben. Bald folgte ein zweiter Ansiedler namens Meyer und 1568 waren vier Ansiedler mit dem Namen auf dem heutigen Gebiet von Wesendorf wohnhaft.
Im Laufe des 16. und 17. Jahrhunderts siedelten sich vier Kötner und ein Brinksitzer an. 1777 werden neun abgabepflichtige Feuerstellen für den Ort genannt. Die Karte der Kurhannoverschen Landesaufnahme von 1779 nennt für Wesendorf insgesamt 13 Feuerstellen. Nach dem Rezess von 1865 hatte Wesendorf vier Vollhöfe, vier Kötner, einen Brinksitzer, drei Anbauern und eine Schule. In der ersten Hälfte des 19. Jahrhunderts wuchs das Dorf auf 22 Wohngebäude an.
Der allgemeine Aufschwung der Landwirtschaft in der zweiten Hälfte des 19. Jahrhunderts durch Fruchtfolgen sowie Kunstdünger führten zu einer raschen Vergrößerung des Dorfes durch Abbauer. 1895 hatte der Ort 40 Wohngebäude. Die Ortsform als Haufendorf blieb erhalten.
In den ersten Jahrzehnten des 20. Jahrhunderts vergrößerte sich Wesendorf kaum noch. Erst die Abtretung von Moorflächen und Ödland am Heestenmoor, die die Hannoversche Siedlungsgesellschaft 1924/25 an Einzelpersonen zur Kultivierung vornahm, bewirkte eine leichte Vergrößerung des Dorfes.

### Bevölkerungsentwicklung
Wesendorf entwickelte sich als kleine Ansiedlung mit ca. 40 bis 50 Einwohnern im 16. Jahrhundert zu einem Kleindorf von 80 bis 100 Einwohnern im 17./18. Jahrhundert. Für 1804 sind 103 Einwohner gemeldet. Die erste Volkszählung von 1811 registrierte 130 Bürger. Nach 1821 nahm die Bevölkerung zu. Begünstigt wurde dies durch die Generalteilung des Großen Leu, Achterbruchs und Depensieks 1854 und die Teilung der Koppelhuden zwischen Wesendorf, Wahrenholz und Westerholz 1864/65 sowie die Verkopplung in Wesendorf 1865/70. Im Jahr 1848 hatte der Ort 179 Bewohner und 1885 waren es 242 Bewohner.
In den ersten Jahrzehnten des 20. Jahrhunderts wuchs die Bevölkerung langsam weiter. 1933 hatte der Ort 310 Bewohner. Durch den Bau des Fliegerhorstes stieg die Einwohnerzahl 1939 sprunghaft auf 1496 Personen. Nach dem Zweiten Weltkrieg war die Bevölkerungszunahme auf Kriegsflüchtlinge und Heimatvertriebene zurückzuführen. 1950 hatte Wesendorf 2039 Bewohner.
Auch in den folgenden Jahren steigende Einwohnerzahlen, was bis heute durch neue Baugebiete andauert. Für den Anstieg waren der Garnisonsstandort Wesendorf mit der Hammerstein-Kaserne und die Ölindustrie (DEA) wesentlich verantwortlich. Die Bevölkerungspitze hatte Wesendorf 1967 mit 2403 Einwohnern. Als in Niedersachsen, am 1. April 1974, durch die Gebietsreform Westerholz ein Ortsteil der Gemeinde Wesendorf wurde, stieg die Zahl der Einwohner auf etwa 2650 an. Anfang der 1990er-Jahre folgte der zweite Zuzug aus Osteuropa und der ehemaligen Sowjetunion nach Wesendorf. Ein Bauboom folgte zeitnah in Nord-Wesendorf und es entstand das „Blumenviertel“ mit zahlreichen Ein- und Mehrfamilienhäuser. Am 31. Dezember 2022 zählt die Gemeinde 5900 Einwohner mit Haupt- und Nebenwohnsitz.
Die Berufsstruktur in Wesendorf wurde von den nicht landwirtschaftlichen Erwerbspersonen bestimmt. 1961 zählten 44 Prozent aller Erwerbspersonen zum produzierenden Gewerbe, zwölf Prozent zu den Wirtschaftsbereichen Handel und Verkehr und 27 Prozent zu den sonstigen Bereichen. 1961 war fast die Hälfte (48 Prozent) der 772 nicht landwirtschaftlichen Erwerbspersonen Auspendler, die vor allem in Gifhorn und Wolfsburg arbeiteten. 1970 erhöhte sich die Zahl der Auspendler auf insgesamt 431, von denen zwei Fünftel in Gifhorn beschäftigt waren, 35 Prozent in Wolfsburg, je drei Prozent in Hohne und Sassenburg, je zwei Prozent in Wahrenholz und Hannover.
1970 verfügte Wesendorf auch über zivile Arbeitsplätze in der ehemaligen Hammerstein-Kaserne mit über 170 Einpendlern. Die Einpendler stammten aus allen umliegenden Dörfern und den Städten; die meisten kamen aus Wahrenholz (15 Prozent), Gifhorn (zwölf Prozent) und Hankensbüttel (elf Prozent). Zur Land- und Forstwirtschaft gehörten 1961 nur noch 17 Prozent der insgesamt 814 Erwerbspersonen. 1939 fand noch ein Viertel aller Erwerbspersonen darin ihren Unterhalt. 2022 sind nur noch zwei vollerwerbstätige landwirtschaftliche Betriebe mit Agrar-, Milchvieh-, Forst- und Fleischwirtschaft vor Ort tätig.
| Jahr      | 1974 | 1980 | 1985 | 1990 | 1995 | 2000 | 2005 | 2010 | 2015 | 2020 | 2022 |
| --------- | ---- | ---- | ---- | ---- | ---- | ---- | ---- | ---- | ---- | ---- | ---- |
| Einwohner | 2778 | 2826 | 3044 | 3296 | 4552 | 4847 | 5013 | 4949 | 5213 | 5464 | 5637 |

### Garnison

#### Stationierte Truppen und Dienststellen
Von 1936 bis Mitte 2006 war Wesendorf Garnisonsstadt. In der Hammerstein-Kaserne waren von 1957 bis 2006 Einheiten und Dienststellen der Bundeswehr stationiert.

#### Hammerstein-Park
Seit der Konversion wird die ehemalige Hammerstein-Kaserne mit ihren Liegenschaften und ihrer Infrastruktur von zahlreichen Handwerks- und Dienstleistungsbetrieben nachgenutzt. Die ehemalige militärische Anlage erhielt den neuen Namen Hammerstein-Park. Für die Umgestaltung bzw. Umstrukturierung hatte der Gemeinderat Wesendorf Zuschüsse bewilligt. Vor den Umbau- und Baumaßnahmen wurde die ehemalige Kaserne vom Kampfmittelräumdienst Niedersachsen untersucht. Dabei wurden mehrere Blindgänger von Fliegerbomben entschärft, die vom Bombenangriff am 4. April 1945 durch B-24-Bomber der 446th Bombardment Group stammten.

### Ortsausdehnung, Ortsbild und Wochenendhausgebiete
Kriegsflüchtlinge und Heimatvertriebene des Zweiten Weltkrieges, die 1945 zum Teil in Baracken des ehemaligen Fliegerhorstes untergebracht worden waren, bewirkten eine rege Bautätigkeit in Wesendorf, sodass bis 1968 die Zahl der Wohngebäude auf 406 angewachsen war. Dabei dehnte sich der Ort vor allem nach Süden aus. Es entstand eine Besiedlung an der K7 (ehemalige L 286) und den ehemaligen Sandwegen zum Heestenmoor. Der Flächennutzungsplan sieht eine Auffüllung der Baulücken zwischen diesen südlichen Ausläufern der Bebauung und der Oppermann-Siedlung an der Wittinger Straße vor und evtl. eine Erweiterung nach Süd-West bis zur geplanten Umgehungsstraße der L 286.
Außerdem entstanden Ende der 1960er Jahre im Süden der Gemarkung Wesendorf drei Wochenendhausgebiete sowie Campingplätze und Ferienhaussiedlungen. Zwei entstanden in der Brutlohsheide westlich an der Lüneburger Straße (B4) mit zirka 120 Parzellen auf dem ehemaligen Flugzeug-Abstellplatz, westlich des Fliegerhorstes, ca. sechs Kilometer abseits vom Ortsmittelpunkt. Die benachbarten Ferienhaussiedlungen „Brutlohsheide“ und „Am Pilz“ erhielten 2003 offiziell von der Gemeinde die Bezeichnung „Baugebiet mit Sonderstatus“ und befinden sich unmittelbar im Kiefernwald. Sie sind in der Fläche insgesamt ca. 11,3 ha groß. Zur möglichen Brandbekämpfung mussten die Eigentümer und Anlieger mit 1. und 2. Wohnsitz den strengen Auflagen der zuständigen Behörden Folge leisten und u. a. einen Löschteich ausheben und ein Löschbrunnen bohren lassen. Der Teich wird im Sommer überwiegend von den Anwohnern als Badeteich genutzt. Die Parzellen im SO 2 mit insgesamt 22 Ferienhäuser „Am Pilz“ sind gepachtet. Das dritte Wochenendhausgebiet mit Campingplatz und einem künstlich angelegten Badesee (Löschteich) liegt zwischen der K7 und dem Demoorweg zum Heestenmoor und wird vom Unternehmen „Heide Lido“ vermarktet.
Entsprechend dieser Entwicklung ist das Ortsbild recht heterogen. Während das Altdorf noch vom Rot der Backsteinfachwerk- und Backsteingebäude bestimmt wird, überragt von hohen Eichen und Linden, herrschen in der Oppermann-Siedlung graue und gelbe Putzbauten als eingeschossige Doppelwohnhäuser vor, die von zweigeschossigen Mehrfamilien-Reihenhäusern umrahmt sind. Ein ähnliches Aussehen zeigen die ehemaligen Offizierswohnungen im Kiefernwald in der „Hammerstein-Siedlung“, die nur etwas größer als eineinhalbgeschossige Putzbauten erstellt wurden. Die Hofformen im Altdorf sind recht verschieden. Noch gibt es Niedersachsenhäuser mit Vorschauer, meist aber nur bei kleinen Höfen; daneben ebenso moderne ein- bis zweigeschossige Klinker-Wohngebäude sowie Dreiseithofanlagen mit modernen Wirtschaftsgebäuden und Resten von Niedersachsenhäusern. Die einstigen Koten der Abbauerstellen sind in der Regel zu Wohngebäuden modernisiert worden. Die Neubaugebiete im Süd-Osten zeigen vorwiegend die eineinhalb-geschossigen verputzten und verklinkerten Eigenheime der üblichen Art, daneben relativ viele Bungalows und im Süden zweigeschossige Klinker-Wohngebäude für ehemalige Bundesbedienstete in der Form von Reihenhäusern an den Dorfstraßen Fuhrenmoor und Schillerstraße. 1961 waren nur noch 13 Prozent Bauernhäuser und Nebenerwerbsstellen, 1968 neun Prozent landwirtschaftliche Wohngebäude. 99 der insgesamt 320 Wohngebäude von 1961 und 194 der insgesamt 406 von 1968 entstanden nach 1948.

### Zuzug aus Osteuropa und Bautätigkeit
Mit den politischen Veränderungen in Osteuropa und der Öffnung des Eisernen Vorhangs in den Jahren 1989 und 1990 stieg die Einwohnerzahl in Wesendorf rapide an. Zuzüge von deutschstämmigen Spätaussiedlern bzw. Spätheimkehrern aus den ehemaligen Sowjetrepubliken waren die Folge. Im Jahr 2007 waren über 5000 Bürger im Ort registriert. Der Zuzug bewirkte in den Folgejahren eine rege Bautätigkeit. Zahlreiche Mehr- und Einfamilienhäuser entstanden zeitnah im neu erschlossenen „Blumenviertel“, nordöstlich der Alten-Heer-Straße. Wenig später begann der Bauboom am „Wallberg“ / Am Beberbach, nordwestlich der K7 und an der Parkstraße/Eckernkamp. Nachdem alle Bauplätze erschlossen waren, hielt die Nachfrage nach Baugrundstücken an. Der Gemeinderat beschloss daraufhin neue Baugebiete im Bültenmoor am Seeweg sowie westlich und östlich vom Demoorweg auszuweisen, die nach kurzer Zeit vergeben waren. Es entstand das neue Gewerbe- und Mischgebiet „Vor den Fuhren“ mit 21 neuen Bauflächen zum Wohnen und für Gewerbe südwestlich und südöstlich der K7 an der östlichen Zufahrtsstraße zum Hammerstein-Park. Im nordöstlichen Hammerstein-Park schuf ein russischer Investor mehrere Einfamilienhäuser. Im ehemaligen Kasernenbereich wurden die Soldatenunterkünfte abgerissen bzw. umgebaut.

## Politik

### Gemeinderat
Der Rat der Gemeinde Wesendorf setzt sich aus 17 Mandatsträgern aus derzeit drei politischen Parteien und zwei unabhängigen Wählergemeinschaften zusammen. Die Ratsmitglieder werden im Turnus für eine Ratsperiode bei einer Kommunalwahl für jeweils fünf Jahre gewählt.
Bei der Kommunalwahl 2021 ergab sich folgende Sitzverteilung:
| Gemeinderat 2021Insgesamt 17 Sitze - SPD: 7 - MIT: 1 - WGW: 2 - CDU: 5 - AfD: 2 |

Die vorherigen Kommunalwahlen ergaben die folgenden Sitzverteilungen:
| Wahljahr | SPD | CDU | WGW | Gesamt   |
| -------- | --- | --- | --- | -------- |
| 2016     | 8   | 6   | 3   | 17 Sitze |

### Bürgermeister und Verwaltungschef

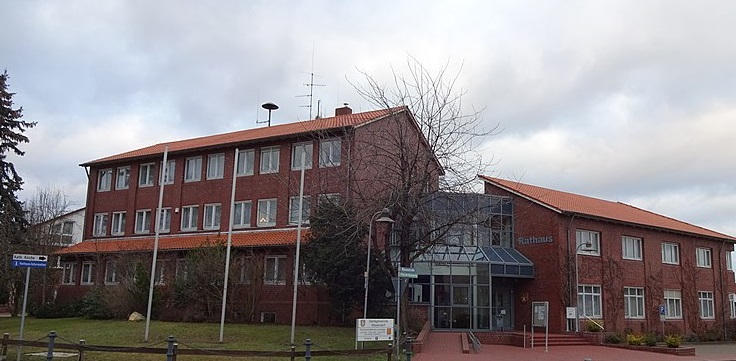
Rathaus Wesendorf

Der ehrenamtliche Bürgermeister Holger Schulz (SPD) und seine beiden Stellvertreter Siegfried Weiß und Andreas Hoffmann (beide SPD) wurden bei der konstituierenden Ratssitzung am 16. November 2021 mehrheitlich gewählt und in ihren Ämtern bestätigt.
Die Gemeindeverwaltung im Rathaus der Samtgemeinde Wesendorf leitet ein Verwaltungsbeamter als Vertreter für Verwaltungsobliegenheiten des Bürgermeisters.

## Gemeindewappen
Wappenbeschreibung: Geteilt in Silber und Blau durch zum Schildfuß gerichteter Winkelteilung. Oben ein balzender Birkhahn, unten zwei silberne Eichenblätter zu den Schildseiten zeigend mit zwei gestielte Eicheln.
Wappenbegründung: Der Birkhahn weist auf die vorhandene Heide- und Moorlandschaft hin, deren Charaktervogel er versinnbildlicht. Zugleich symbolisiert er als Kampfvogel die überragende Bedeutung des ehemaligen Luftwaffen- und Heeresstandortes für die Entwicklung der Gemeinde Wesendorf. Die beiden Ortsteile Wesendorf und Westerholz und die in ihnen befindlichen Eichenbestände werden durch die Eichenblätter dargestellt.

## Gemeindepartnerschaften
Páka; Ungarn

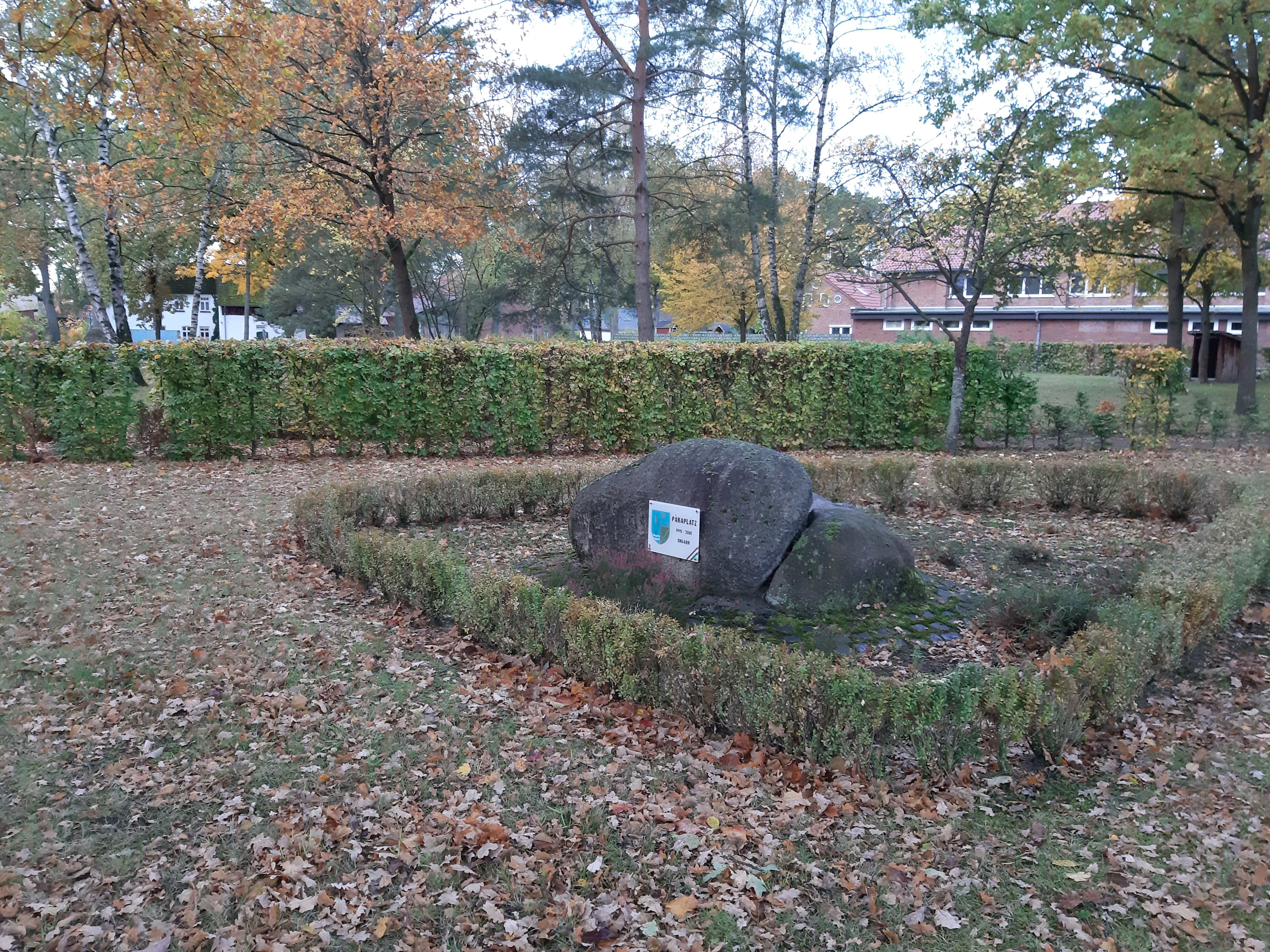
Páka-Platz mit Findling an der Alte-Heer-Str. gegenüber vom Rathaus

Auf dem Friedhof Wesendorf sind ungarische Soldaten, Arbeiter und Angehörige bestattet, die während des Zweiten Weltkrieges auf dem Fliegerhorst Wesendorf bei Bombenangriffen der Alliierten ums Leben kamen. Nach Öffnung der osteuropäischen Grenzen 1989/90 nahm die Gemeinde Kontakt mit Ungarn auf und schloss eine gegenseitige freundschaftliche Partnerschaft mit Páka. Es finden beidseitig regelmäßig öffentliche und private Besuche statt. Gegenüber dem Rathaus an der Alte-Heer-Straße wurde eine Grünfläche in einem Festakt „Pàka-Platz“ benannt. Der Platz wurde mit heimischen Bäumen und Sträuchern bepflanzt. Ein Findling weist dort auf die Partnerschaft hin.
Der Partnerschaftskreis der Samtgemeinde Wesendorf feierte 2011 die 25-jährige Freundschaft mit Sannerville, Cuverville und Démouville in der Normandie in Frankreich. Der „Platz der Normandie“ befindet sich rings um das Rathaus Wesendorf.
Die Oberschule Wesendorf „Europaschule“ (ehemals Haupt- und Realschule Wesendorf) bildete Schulfreundschaften in Vilnius/Litauen, Normandie/Frankreich und im Landkreis Radziejowski‐ Povia (Polen).

## Kultur und Sehenswürdigkeiten

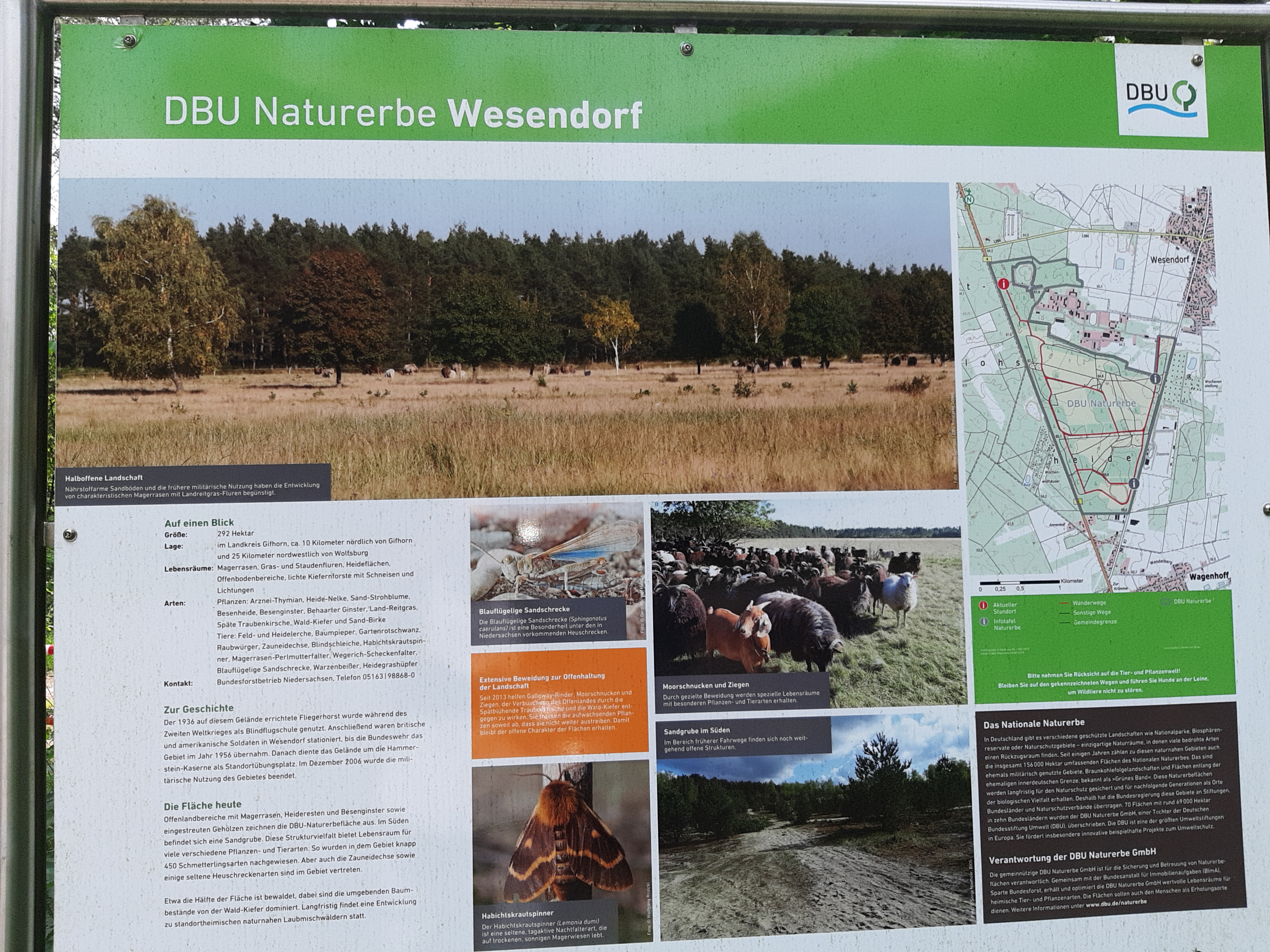
Naturerbefläche Wesendorf (ehemals Standortübungsplatz)

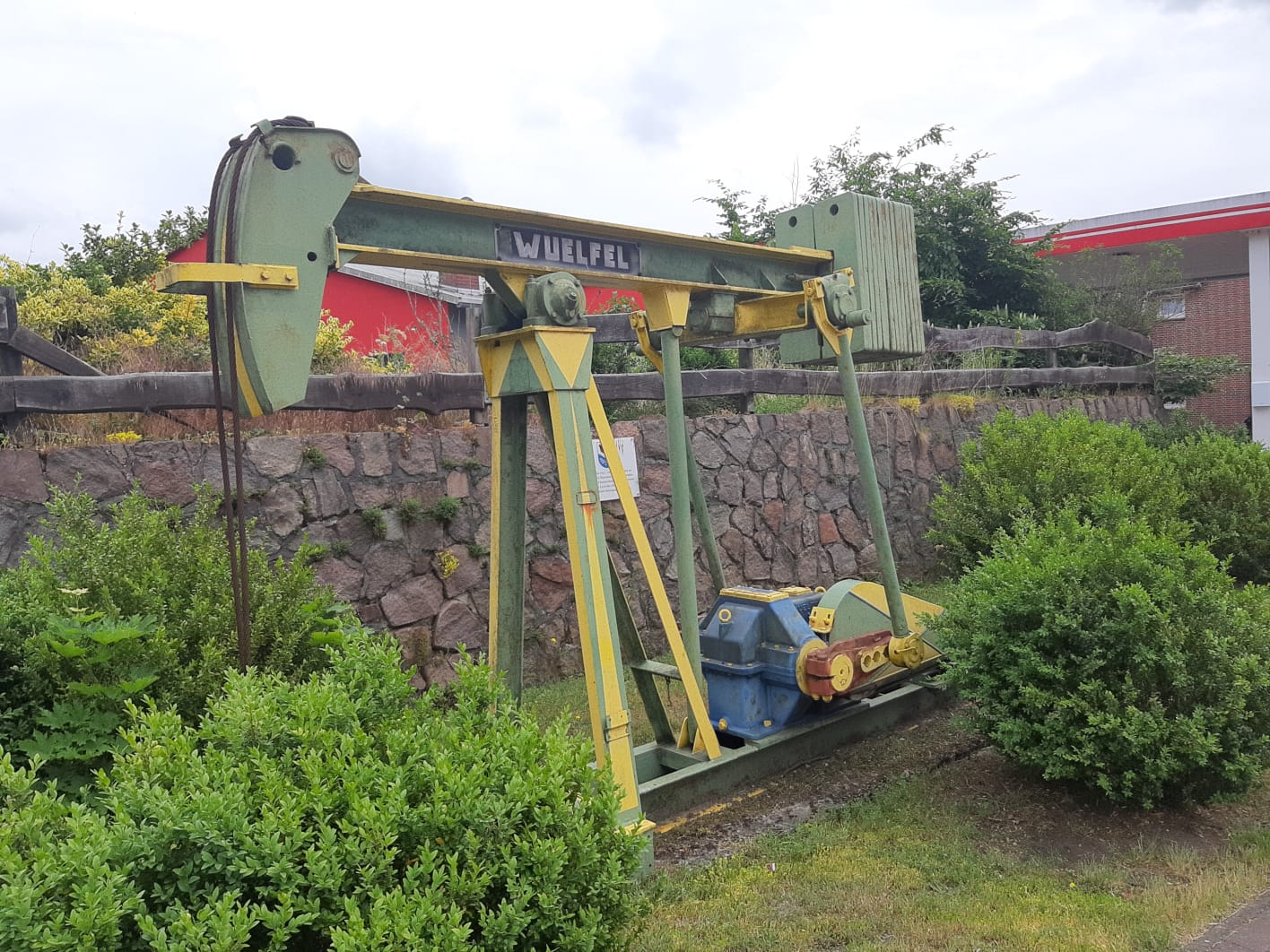
Historische Ölförderpumpe am Kreisel in der Ortsmitte

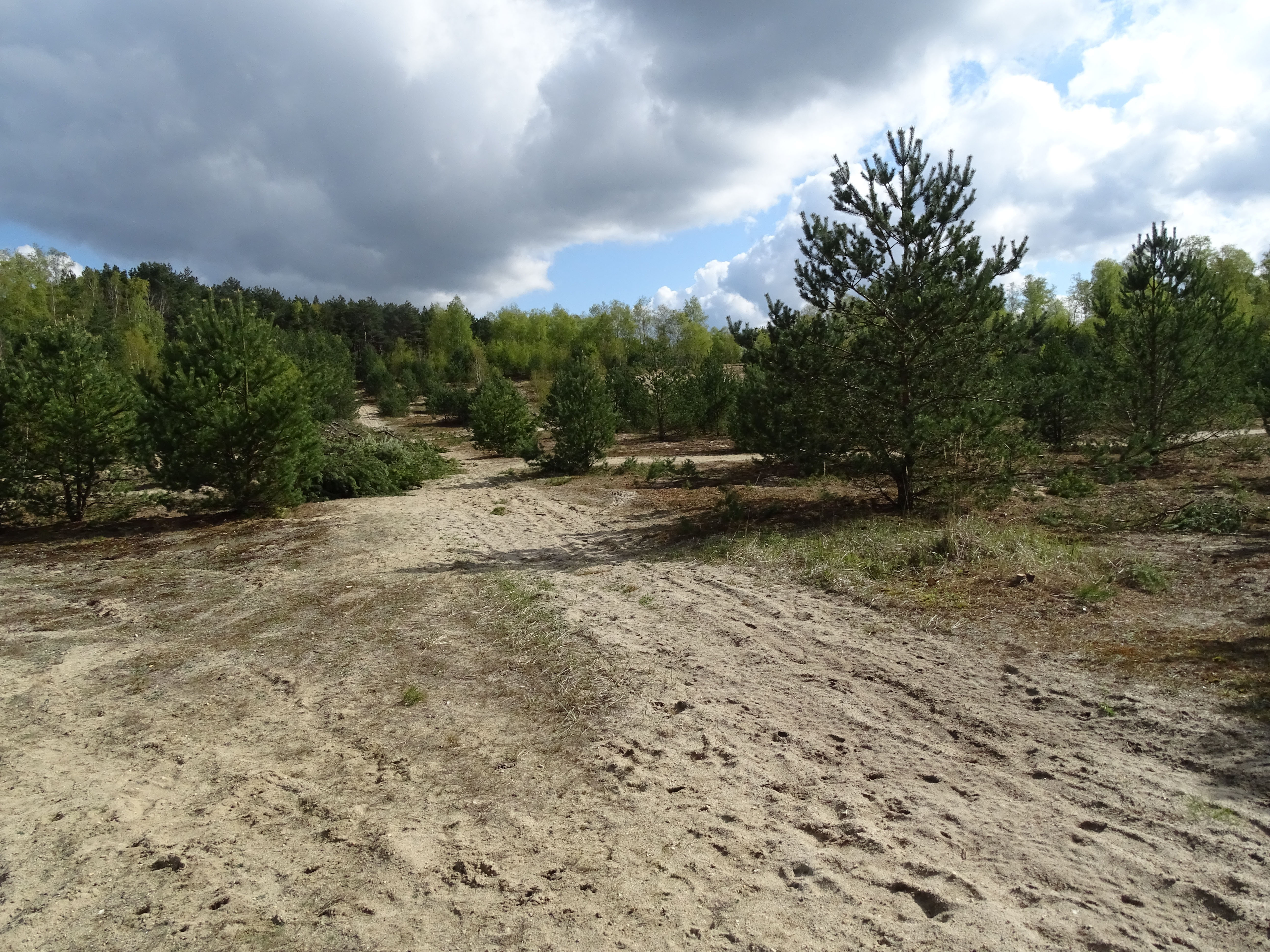
DBU Naturerbefläche - Region Wesendorf (ehemaliger Standortübungsplatz Hammerstein-Kaserne)

- Fachwerkhäuser und Bauernhöfe (Celler Straße, Kastanienallee, Schulstraße, Bültenmoor und Hof Immenknick)
- Ehrenmal an der Straßenkreuzung Celler Straße / Kastanienallee
- Historische Ölförderpumpe (~ 1950) in der Ortsmitte am Kreisel
- „Altes Dorf“ mit der Kastanienallee, restauriert mit Pflastersteinen mit Mitteln aus dem Dorferneuerungsprogramm, markante Eichenbäume, Feuerwehrhaus der Freiwilligen Feuerwehr (wurde Mitte des 20. Jahrhunderts u. a. als Schulgebäude genutzt)
- Páka-Platz (gegenüber Rathaus) und Platz der Normandie am/um Rathaus, Alte-Heer-Straße
- Biotope und Habitate für Flora und Fauna in den Revieren Bülten- und Heestenmoor, Naturerbefläche Wesendorf sowie Brutlohsheide
- Revier Bültenmoor; markante Stieleichen; Erlenbruchwald; Märchenwiese, Heideflächen
- Nördliche Grenze des Naturparks und Schutzgebiet Großes Moor
- Kiefern- und Heidelandschaft am „Fuchsberg“ und „Karls Ruhe“; ehemaliges Torfstichgebiet; Gagelstrauchwiese
- Fachwerkhaus mit Reetdach (Hof Immenknick) mit imposanten Stieleichen
- Friedhofspark mit Gedenkstätte der Kriegsopfer an der Celler Straße (L 284 Richtung Ummern)
- Heidelandstadion am Gartenweg / Am Stadion
- Schützenplatz mit Schützenhaus, Schießstand und Kulturzentrum, mächtige Stieleichen und Kiefern
- Diverse Rad- und Wanderwege und -strecken mit Sitz- und Verweilplätzen an diversen Aussichtspunkten
- Grillplatz mit Spielwiese und Fischteich; Rodelberg (Dorfstraße Horst, östlich an der K 7)
- Deutsche Naturerbefläche Wesendorf (ehemaliger Truppenübungsplatz zwischen K 7 und B 4) mit u. a. seltener Flora und Fauna wie diversen Trockengräser und Insekten mit nachhaltiger ganzjähriger Rinderzuchthaltung (Galloway-Rinder), gefördert mit Mitteln des Landes Niedersachsen.

### Gewässer

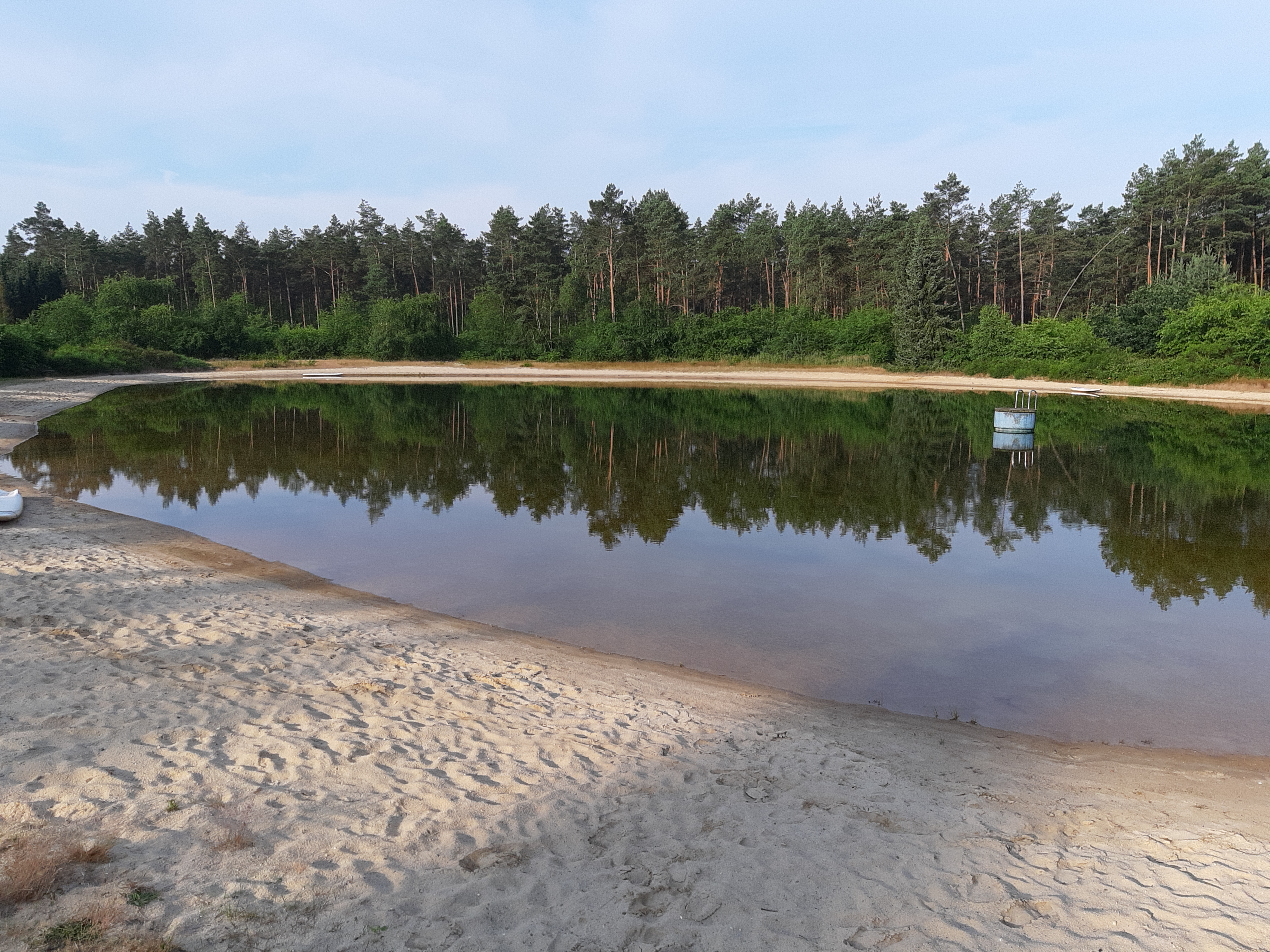
Lösch- und Badeteich im Naherholungsgebiet Brutlohsheide mit zwei Ferienhaussiedlungen

- Beberbach (Bachlauf zwischen Wesendorf und Westerholz, entspringt nördlich der Gemarkung der Gemeinde und mündet im Fluss Ise (Gemarkung Wahrenholz))
- Badesee am Campingplatz und Ferienhaussiedlung Heide-Lido
- Löschwasser- und Badeteich am Ferienhaus- und Naherholungsgebiet Brutlohsheide
- Wesendorfer See mit üppigen Heideflächen (Revier Bültenmoor)
- Fischteich und Habitat am Grillplatz Wesendorf, nahe der Siedlung Hasenberg beim OT Westerholz
- Baggersee durch Kiesabbau an der Celler Straße
- Großer Teich / Wildtiertränke am Heestenmoor am südlichen Ende Deemoorweg
- Hochzeitssee an der Parkstraße

## Regelmäßige und traditionelle Veranstaltungen
- Aufstellen des Maibaums

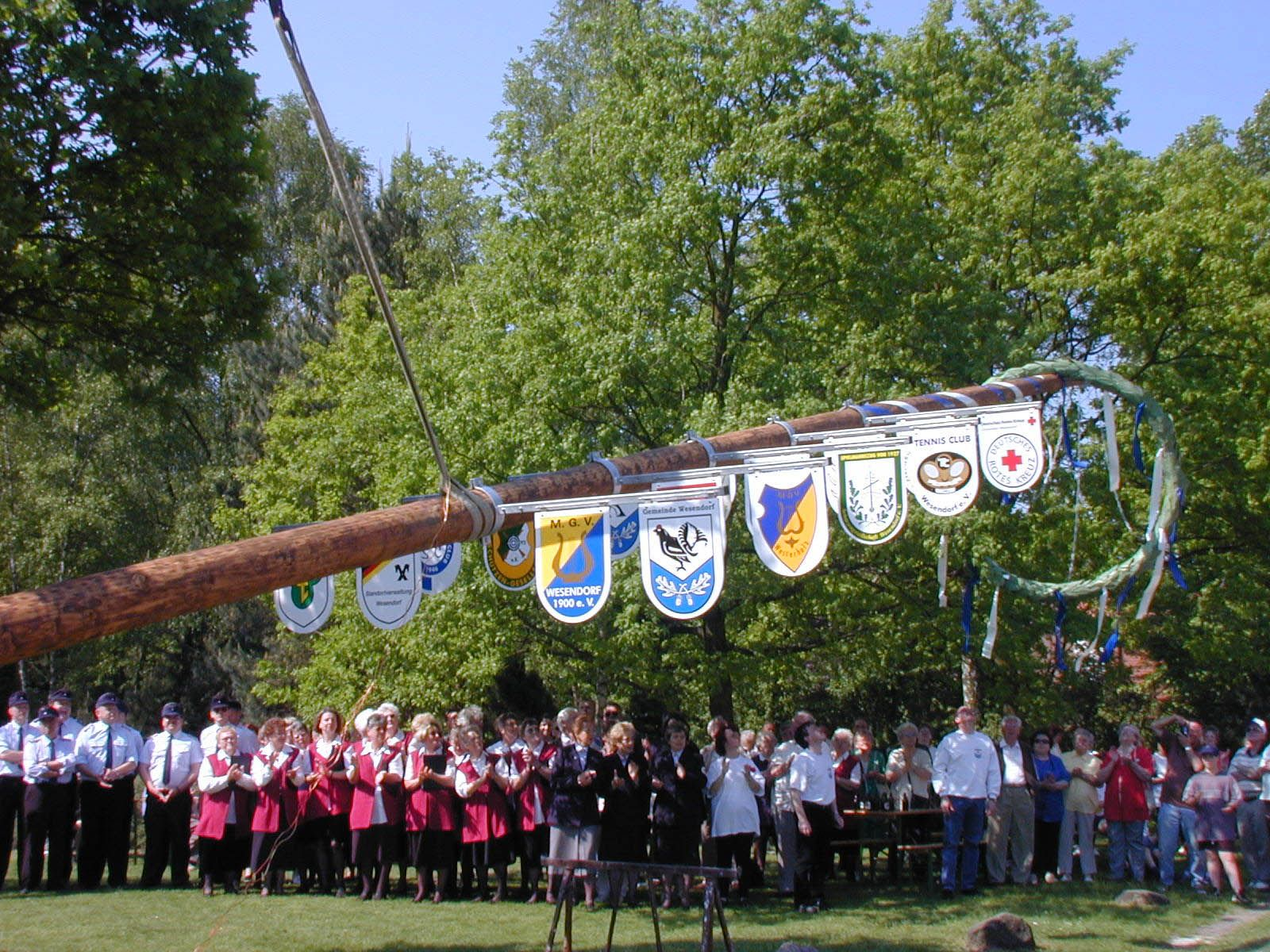
Maibaum-Aufstellen in Wesendorf

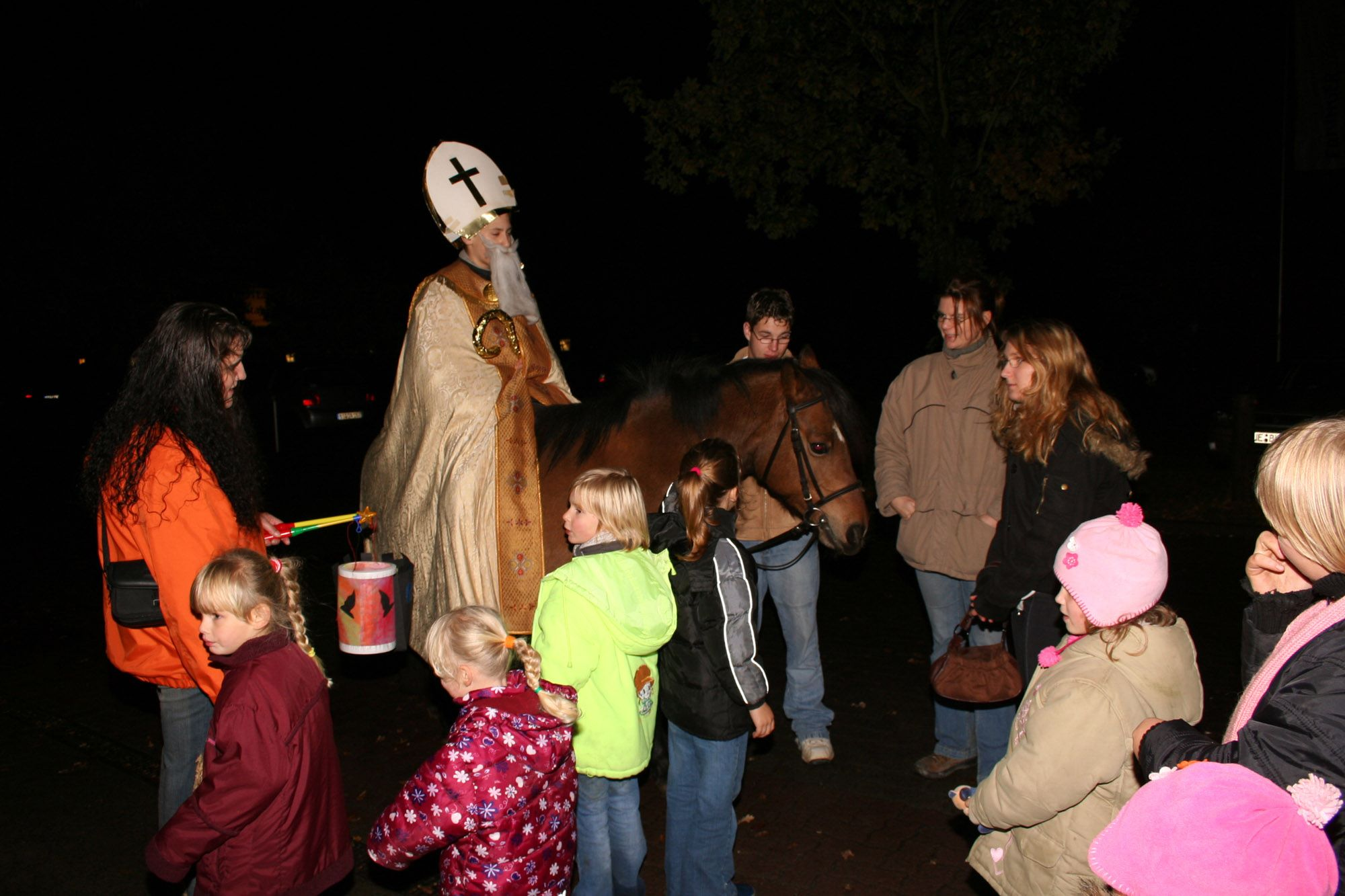
Traditioneller Martinsumzug in Wesendorf

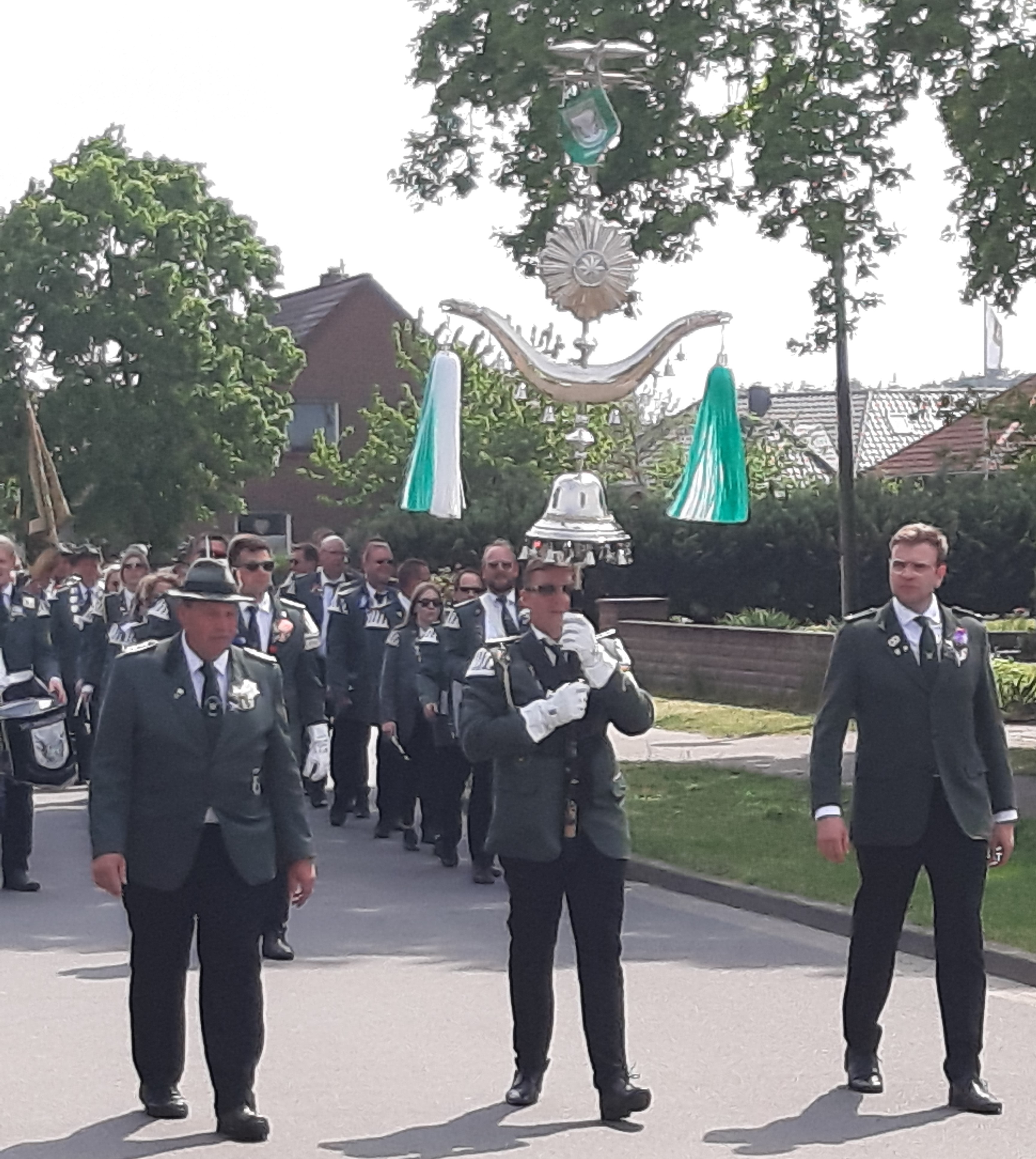
Schützenumzug der Schützengesellschaft Wesendorf v. 1792 e. V., 2023

- Boßelturnier der Freiwilligen Feuerwehr Wesendorf um den 1. Mai
- Monatsbecher ausschießen (diverse Schützenkompanien)
- Osterfeuer in Wesendorf
- Schützenfest (jeweils Christi Himmelfahrt bis Sonntag) der Schützengesellschaft von 1792 Wesendorf e. V. mit Kranzniederlegung am Ehrenmal
- Sportwoche des Wesendorfer SC mit Tanzvergnügen „Blau-Weiße-Nacht“
- Pflanzen der Königseiche an der „Königsallee“ (Seeweg)
- Kranzniederlegung am Ehrenmal am Volkstrauertag zum Gedenken der Opfer von Gewaltherrschaft und den Gefallenen und Vermissten der beiden Weltkriege
- Weihnachtsmarkt am u. im Rathaus, jeweils am 2. Advent
- Oktoberfest im Schützenhaus und Kulturzentrum
- Weihnachtsreiten RuF Wahrenholz & Umgebung in der Reithalle an der Wittinger Str.
- Weinfest am Feuerwehrhaus Freiwillige Feuerwehr Wesendorf
- Ökumenischer Martinsumzug jährlich am 10. November, initiiert von beiden christlichen Kirchen in Wesendorf in Kooperation mit der Ortsfeuerwehr Wesendorf
- Traditionelles Patschenschießen im Schießstand am Schützenhaus während der Adventstage
- Kulturelle Ausstellungen, Aufführungen und Veranstaltungen im Kulturhaus sowie im Rathaus, organisiert und veranstaltet vom Kulturverein SG Wesendorf
- Advents- und Weihnachtskonzerte; offener Adventskalender
- Feuerwehrball der Freiwilligen Feuerwehr Wesendorf
- Dorffest im Spätsommer
- Dämmerschoppen Freiwillige Feuerwehr Wesendorf

## Wirtschaft und Infrastruktur

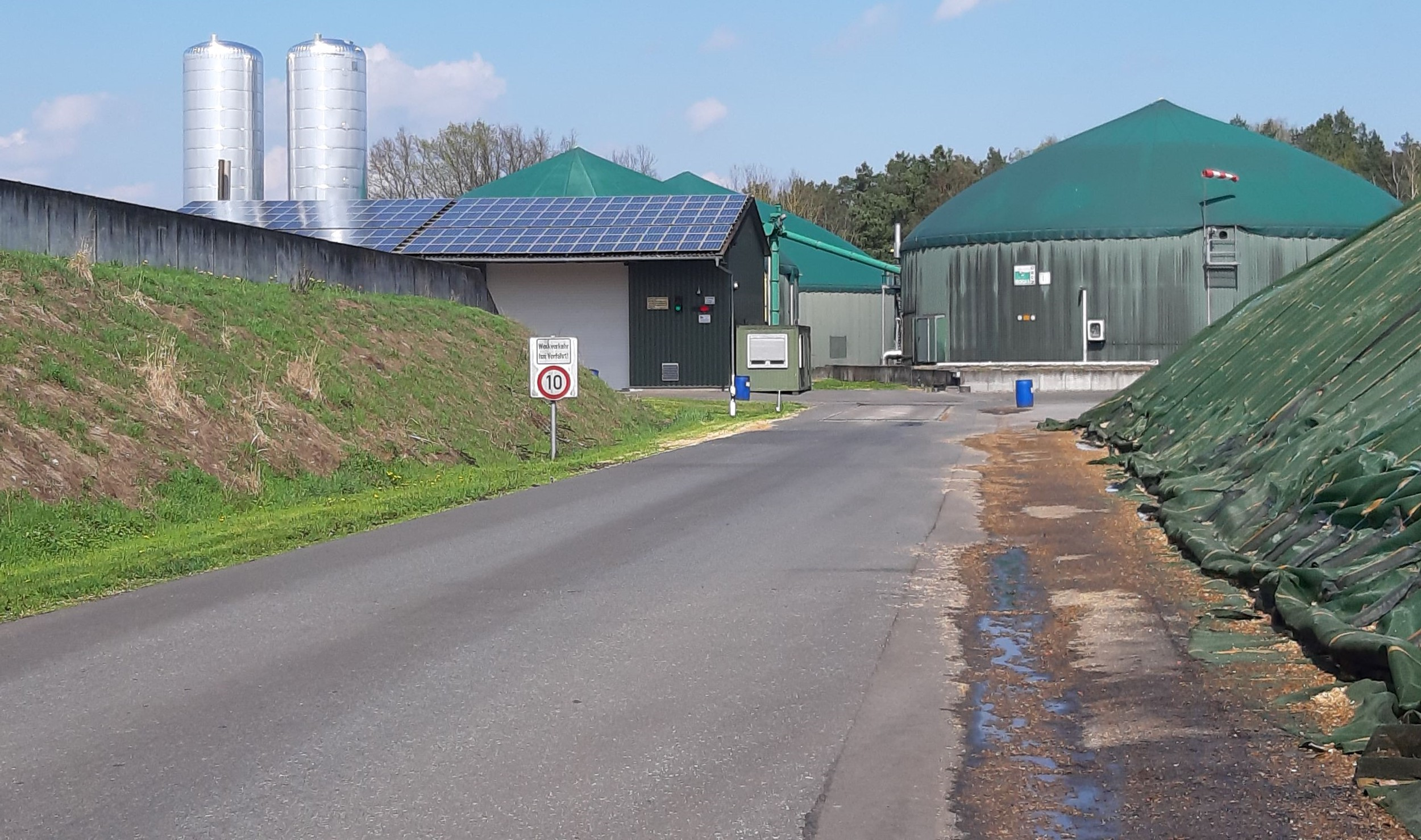
Biogasanlage an der Kreisstraße 7 am Wallberg in Wesendorf-Nord

### Bildung
- Oberschule Wesendorf. Die OBS (damals noch HRS Wesendorf) erhielt am 7. Mai 2002 den Titel „Europaschule“ aufgrund besonderer Kriterien wie u. a. Gründung und Pflege von Schulfreundschaften in der Normandie/Frankreich, Vilnius/Litauen und Radziejowski‐ Povia (Polen).
- Grundschule am Lerchenberg
- Drei DRK-Kindertagesstätten und zwei Kinderkrippen
- Kreisvolkshochschule (KVHS) Gifhorn; Außenstelle Wesendorf
- Lernwerkstatt EFA
- Bildung & Teilhabe für alle Schulen in der Samtgemeinde Wesendorf "Wunderwerk"

Die Verwaltung der Samtgemeinde Wesendorf ist für die öffentlichen Bildungseinrichtungen der verantwortlicher Schulträger.

### Medizinische und gesundheitliche Versorgung
Im Ort besteht eine medizinische und gesundheitliche Versorgung durch verschiedene Arztpraxen sowie Pflegedienste und Apotheken. Darüber hinaus bestehen Fitness- und Wellnessangebote.

### Verkehr
- Die Bundesstraße 4, eine ehemalige wichtige Handels- und Salzstraße, verbindet Lüneburg und Braunschweig. Sie verläuft in unmittelbarer Ortsnähe, drei Kilometer westlich, bzw. fünf Kilometer südlich der Gemeinde mit Anbindung zur B188 (Wolfsburg – Hannover).
- Die Kreisstraße 7 führt von der B4, ab der Krümme-Kreuzung an der Wesendorfer Straße (Gemeinde Wagenhoff) nach Hankensbüttel mit Anbindung zur B244 (Celle–Hankensbüttel–Helmstedt).
- Die K7 kreuzt im Ortskern die Landesstraßen 284 und 286 (Celle–Wittingen)
- Beim öffentlichen Personennahverkehr (ÖPNV) bestehen Buslinien zur Kreisstadt Gifhorn. Der nächst liegende Bahnhof ist sechs Kilometer von Wesendorf entfernt im Nachbardorf Wahrenholz mit der Nahverbindung Uelzen - Gifhorn - Braunschweig.

## Vereine und Organisationen
- Wesendorfer Sportverein von 1946 e. V. (WSC)
- Fußballförderverein Wesendorfer Sportclub von 2009 e. V.
- Schützengesellschaft von 1792 e. V. mit der 1. ; 2. und Damenkompanie, Jungschützen, Junge Garde
- Sportschützen von 1960 Schützengesellschaft Wesendorf
- Musikzug Schützengesellschaft Wesendorf
- Spielmannszug von 1927 Schützengesellschaft Wesendorf
- Heidemusikcorps ''Kraniche'' Wesendorf von 1973 e. V.
- Angel- und Naturschutzverein Wesendorf von 1989 e. V.
- Aktiv-besser leben e. V.
- Amateur Kick Box Verein Kick-Do von 2002 e. V.
- Förderverein der Grundschule am Lerchenberg von 1998 e. V.
- Freiwillige Feuerwehr Wesendorf mit Kinder- und Jugendfeuerwehr
- Jagdgenossenschaft Wesendorf
- DRK-Ortsverein Wesendorf von 1982 e. V.
- DRK-Bereitschaft Wesendorf
- Chorgemeinschaft Wesendorf-Westerholz von 1900 e. V.
- Kirchenchor Wesendorf von 1986
- Chor „Melodie“
- Frauenchor Wesendorf
- Liedertafel Wesendorf
- Reservistenkameradschaft Wesendorf von 1992 e. V.
- Deutscher Bundeswehrverband e. V. ERH Gifhorn/Südheide
- Posaunenchor Wesendorf von 1956 e. V.
- Kulturverein SG Wesendorf von 1976 e. V.
- Partnerschaftskreis SG Wesendorf von 1986 e. V.
- SoVD-Ortsgruppe Wesendorf von 1948 e. V.
- Freizeitgemeinschaft am Pilz Wesendorf e. V. (Ferienhaussiedlung Brutlohsheide)
- Tennisclub Wesendorf von 1982 e. V.
- Taubenzuchtverein Fliegerhorst von 1954 e. V.
- Volksbund Deutscher Kriegsgräberfürsorge / Gemeinde Wesendorf
- Verein zur Förderung der Arbeit der evangelischen Jugend Wesendorf von 1988 e. V.
- Stockcar-Team Yellow Mammut´s von 2009 e. V.
- SPD-Ortsverein Wesendorf
- CDU-Ortsverband Wesendorf

## Religion

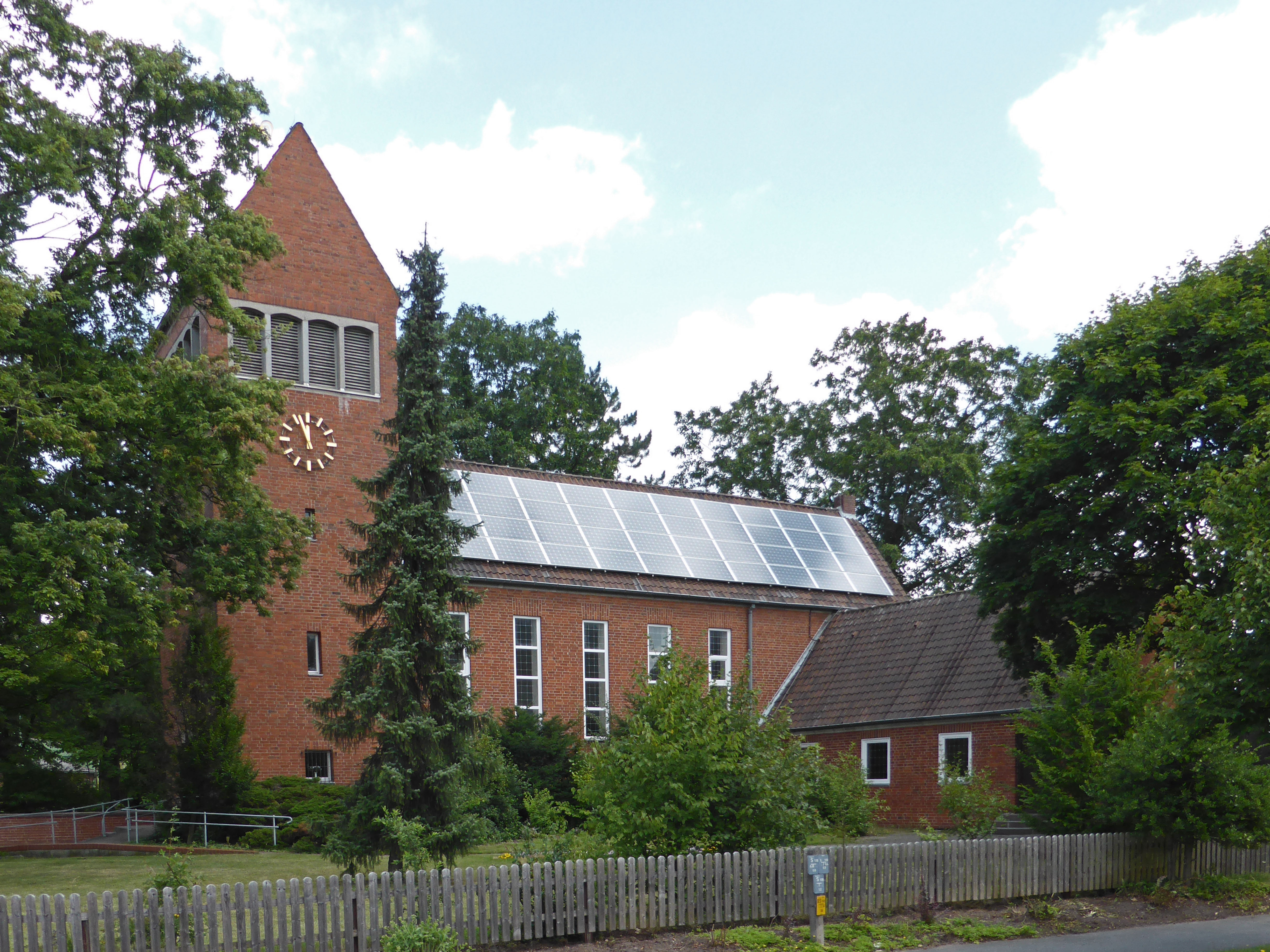
Evang.-luth. St.-Johannis-Kirche

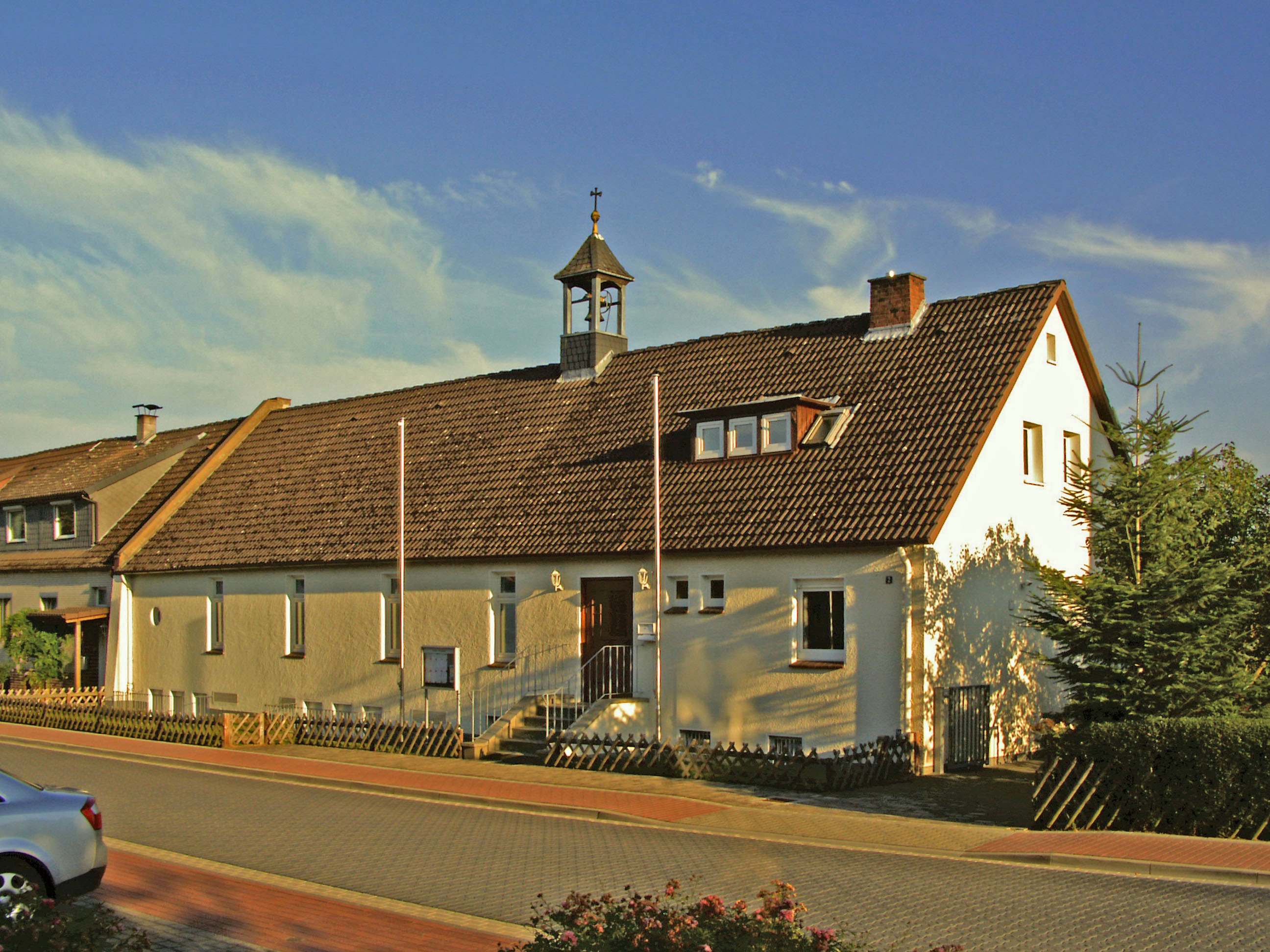
Röm.-Kath. Mariä-Himmelfahrt-Kirche

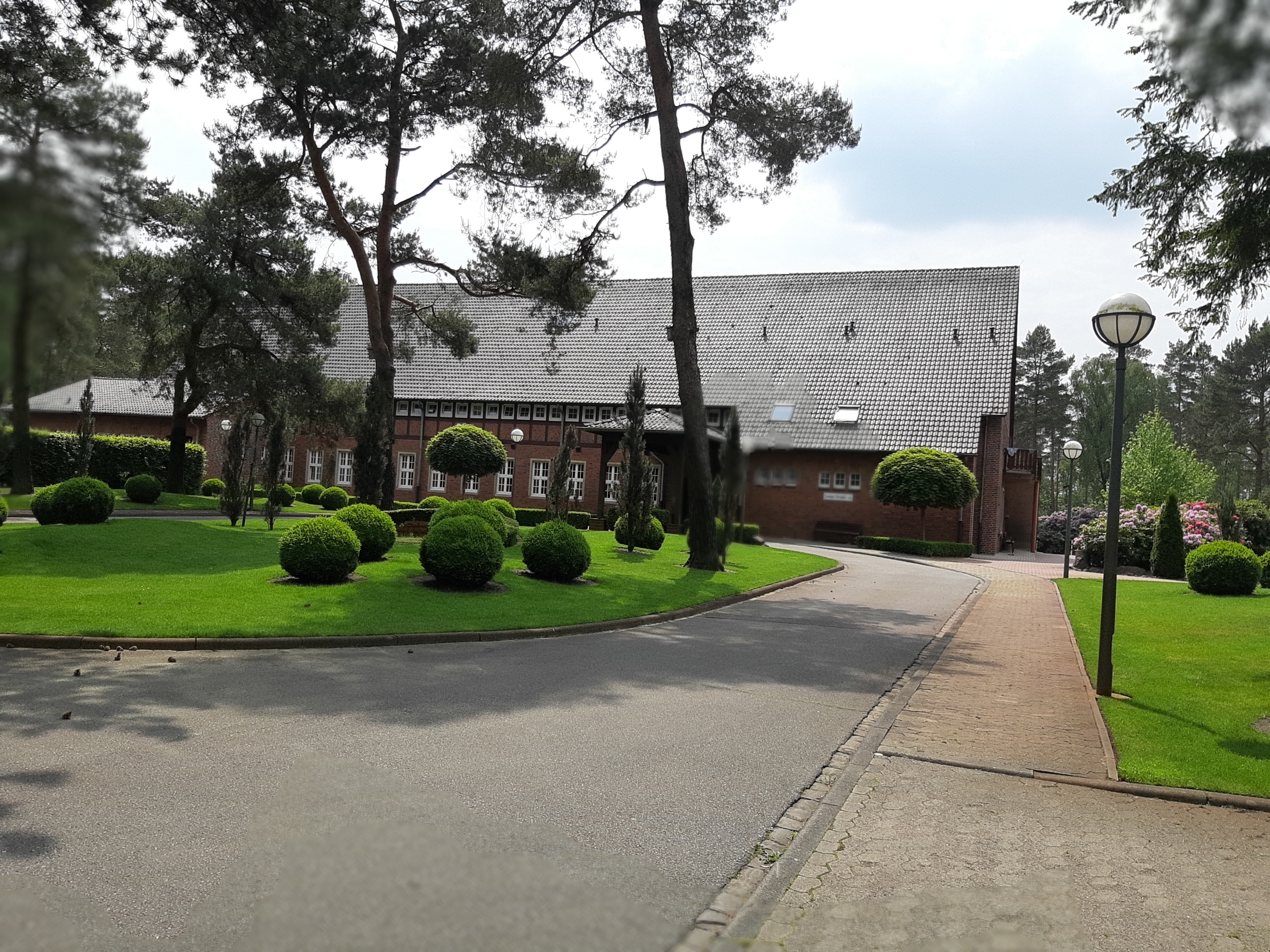
Freizeit- und Begegnungsstätte der Evangelischen-Baptisten Gemeinde

Die Bevölkerung in Wesendorf ist überwiegend vom evangelisch-lutherischen Glauben geprägt. Die übrigen Mitbürger mit christlichem Glauben sind Katholiken, Baptisten und russisch-orthodox. Eine deutliche Minderheit gehört anderen Glaubensrichtungen an.
Die evangelisch-lutherische Kirche St. Johannis befindet sich in der Ortsmitte. Im September 1954 erfolgte ihre Grundsteinlegung, und 1956 wurde sie eingeweiht. Sie gehört zum Kirchenkreis Gifhorn im Sprengel Lüneburg der Evangelisch-lutherischen Landeskirche Hannovers. Der örtliche Jugendclub befindet sich im Gemeindehaus der St.-Johannis-Kirchengemeinde an der Alten Heerstraße und wird in Kooperation mit der Jugendpflege der Samtgemeinde Wesendorf betreut.
Die röm.-kath. Kirche Mariä Himmelfahrt befindet sich an der Wiesenstraße, gegenüber dem Rathaus. Sie wurde 1951 errichtet und gehört heute zur Pfarrgemeinde Maria Königin mit Sitz in Wittingen.
Die Evangeliumschristen-Baptisten-Gemeinde Hasenberg mit ihrem Gebetshaus in Westerholz auf dem ehemaligen DEA-Gelände etablierte sich nach dem Zuzug aus Osteuropa.

## Medien
- Lokale Tageszeitungen: Aller-Zeitung, Isenhagener Kreisblatt, Braunschweiger Zeitung mit den Regionalnachrichten „Gifhorner Rundschau“
- Monatliches Mitteilungsblatt Das Sprachrohr; Herausgeber: Samtgemeindeverwaltung SG Wesendorf

## Persönlichkeiten, die vor Ort gewirkt haben
- Napoleon I. soll während eines Feldzuges in oder bei Wesendorf verweilt haben

## Belege
1. ↑  Fortschreibung des Bevölkerungsstandes auf Basis des Zensus 2022, Stand 31. Dezember 2024 (Hilfe dazu).
2. ↑  Overbeck, 1952.
3. ↑  Statistisches Bundesamt (Hrsg.): Historisches Gemeindeverzeichnis für die Bundesrepublik Deutschland. Namens-, Grenz- und Schlüsselnummernänderungen bei Gemeinden, Kreisen und Regierungsbezirken vom 27. Mai 1970 bis 31. Dezember 1982. W. Kohlhammer, Stuttgart/ Mainz 1983, ISBN 3-17-003263-1, S. 226.
4. ↑  Das Sprachrohr, Ausgabe 12/2022. Gemeinde Wesendorf, abgerufen am 20. Dezember 2022.
5. ↑  Das Sprachrohr. Mitteilungsblatt für die Samtgemeinde Wesendorf vom April 2023
6. ↑  Bomberangriff auf Wesendorf (Memento vom 14. August 2004 im Internet Archive)
7. ↑  Wahl des Gemeinderates Samtgemeinde Wesendorf, auf votemanager.kdo.de